# St. Laurentius (Gräfenroda)

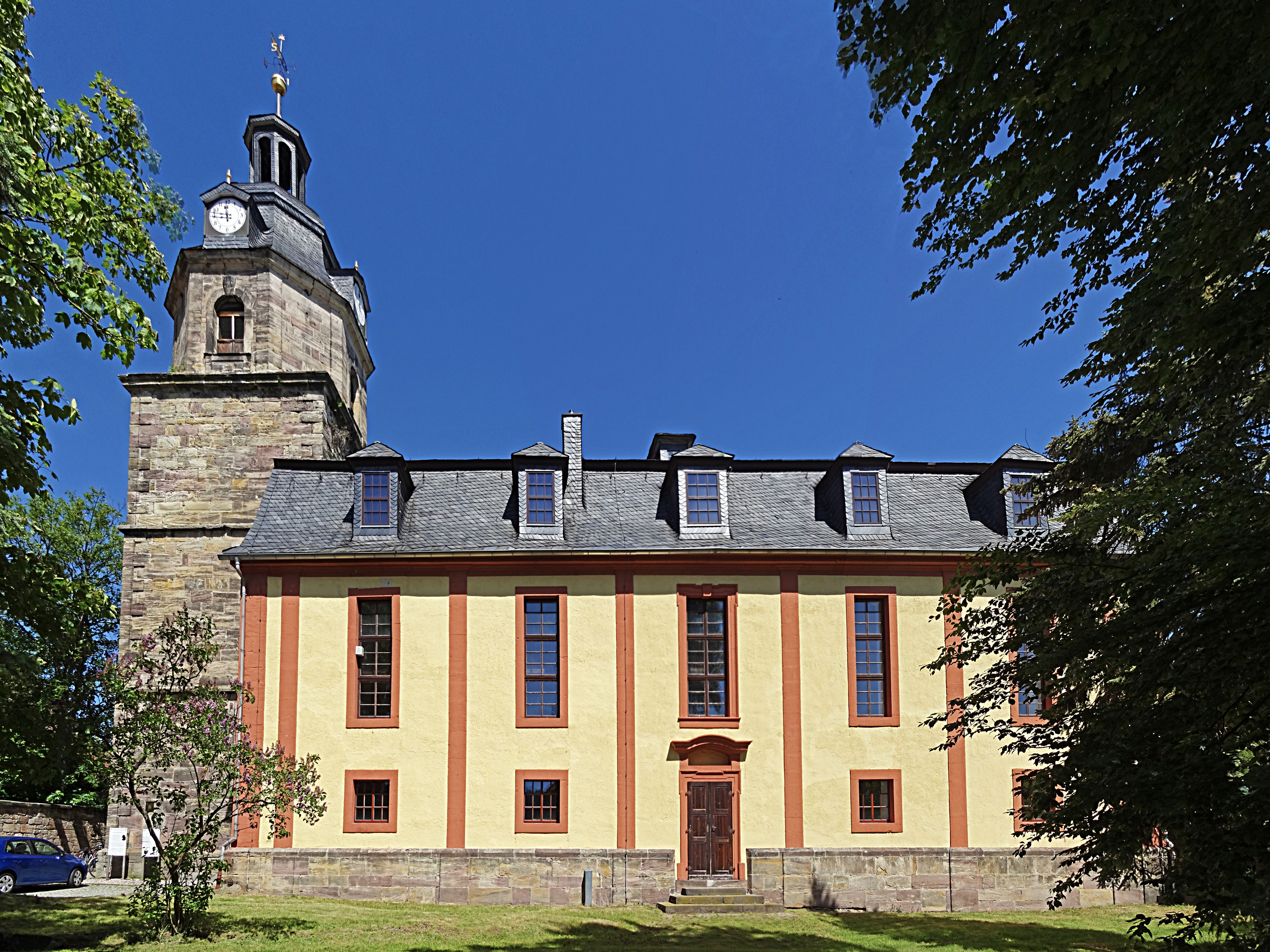
St. Laurentius (Gräfenroda)

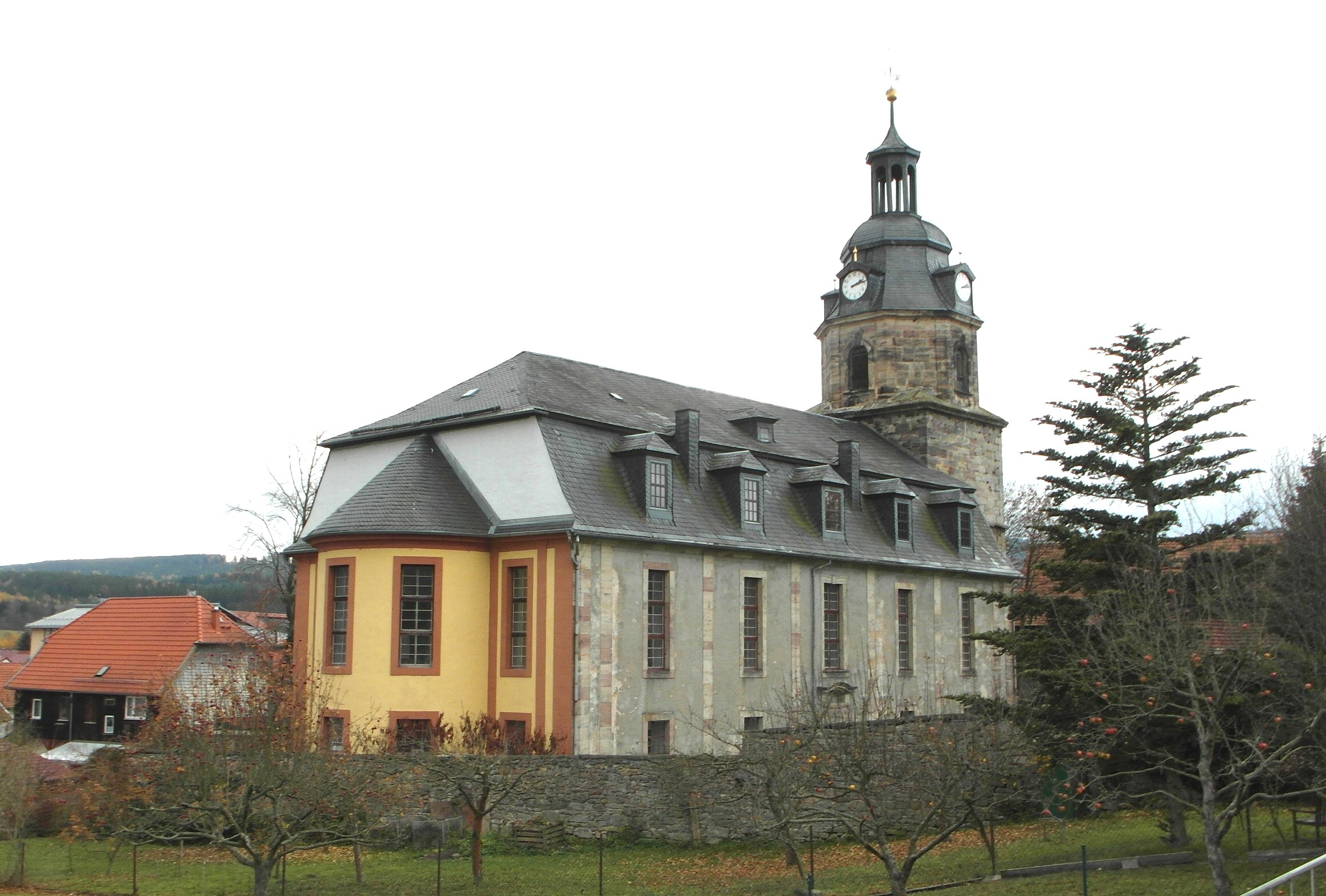
Ansicht von Nordost

Die evangelische Dorfkirche St. Laurentius ist eine barocke Saalkirche im Ortsteil Gräfenroda der Gemeinde Geratal im Ilm-Kreis in Thüringen. Sie gehört zum Pfarrbereich Gräfenroda-Geschwenda im Kirchenkreis Arnstadt-Ilmenau der Evangelischen Kirche in Mitteldeutschland. An dieser Kirche wirkte Johann Peter Kellner in den Jahren 1733–1772 als Organist, aus dessen Umfeld die gemeinhin Johann Sebastian Bach zugeschriebene Toccata und Fuge d-Moll BWV 565 stammen könnte.

## Geschichte und Architektur

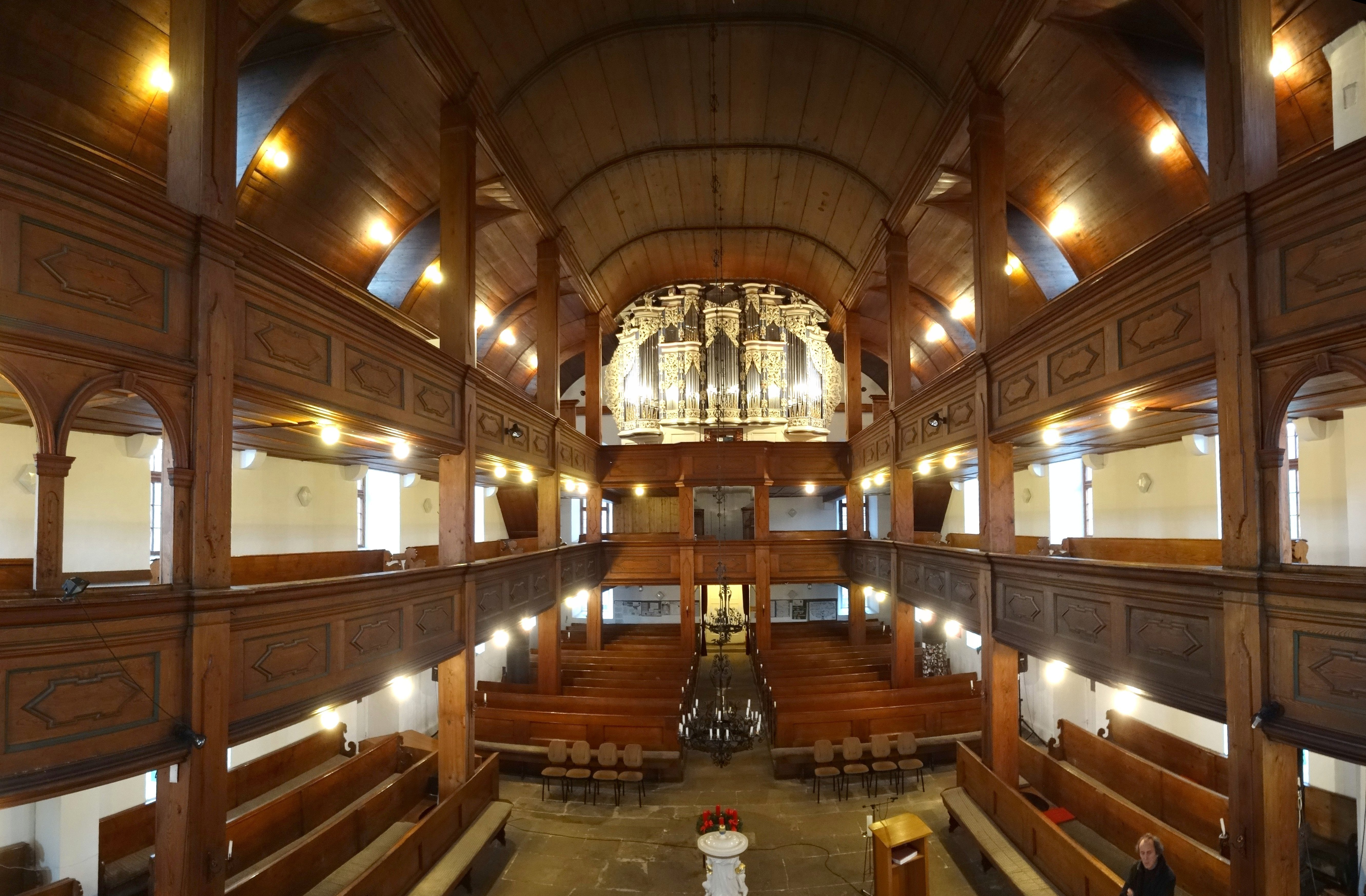
Innenansicht

Die Kirche wurde als Saalkirche in den Jahren 1731–1735 vom Landbaumeister Johann Erhard Straßburger aus Gotha an Stelle eines älteren Vorgängerbauwerks erbaut und in den Jahren 1839–1843 restauriert.
Das einheitlich erbaute Langhaus steht auf einem hohen Sockel, ist mit einem Mansarddach mit Gauben gedeckt und endet in einer Apsis im Osten, im Westen ist ein dreigeschossiger quadratischer Westturm mit Glockengeschoss angebaut. Die Kirche wird an Nord- und Südseite durch je ein mittleres Portal unter einer geschweiften Verdachung erschlossen, an der Westseite des Turms ist ein Portal in den gleichen Formen angeordnet. Der Turm ist mit Eckquaderung versehen und wird durch Gesimse in Geschosse unterteilt, das oberste, achteckige Glockengeschoss ist mit Lisenengliederung und Rundbogenfenstern versehen und wird mit einer Haube und Laterne abgeschlossen.
Das Innere ist mit einem hölzernen, korbbogigen Tonnengewölbe abgeschlossen und wird an drei Seiten durch zweigeschossige Emporen eingefasst.

## Ausstattung
Im Osten steht ein architektonisch aufgebauter Kanzelaltar aus dem Jahr 1735 mit Figuren von Mose und Johannes dem Täufer. Ein Flügelaltar von 1525 zeigt im Schrein Maria mit Kind und zwei Kronenengeln, flankiert von den Heiligen Laurentius und Stephanus, weitere Heilige sind an den Flügeln dargestellt. Die Figuren stehen auf reich geschnitzten Sockeln und werden von Baldachinen bekrönt. An den Außenseiten der Flügel sind Gemälde mit den Darstellungen weiblicher Heiliger zu sehen: links Dorothea und Margareta, rechts Apollonia und Ursula.

## Orgel

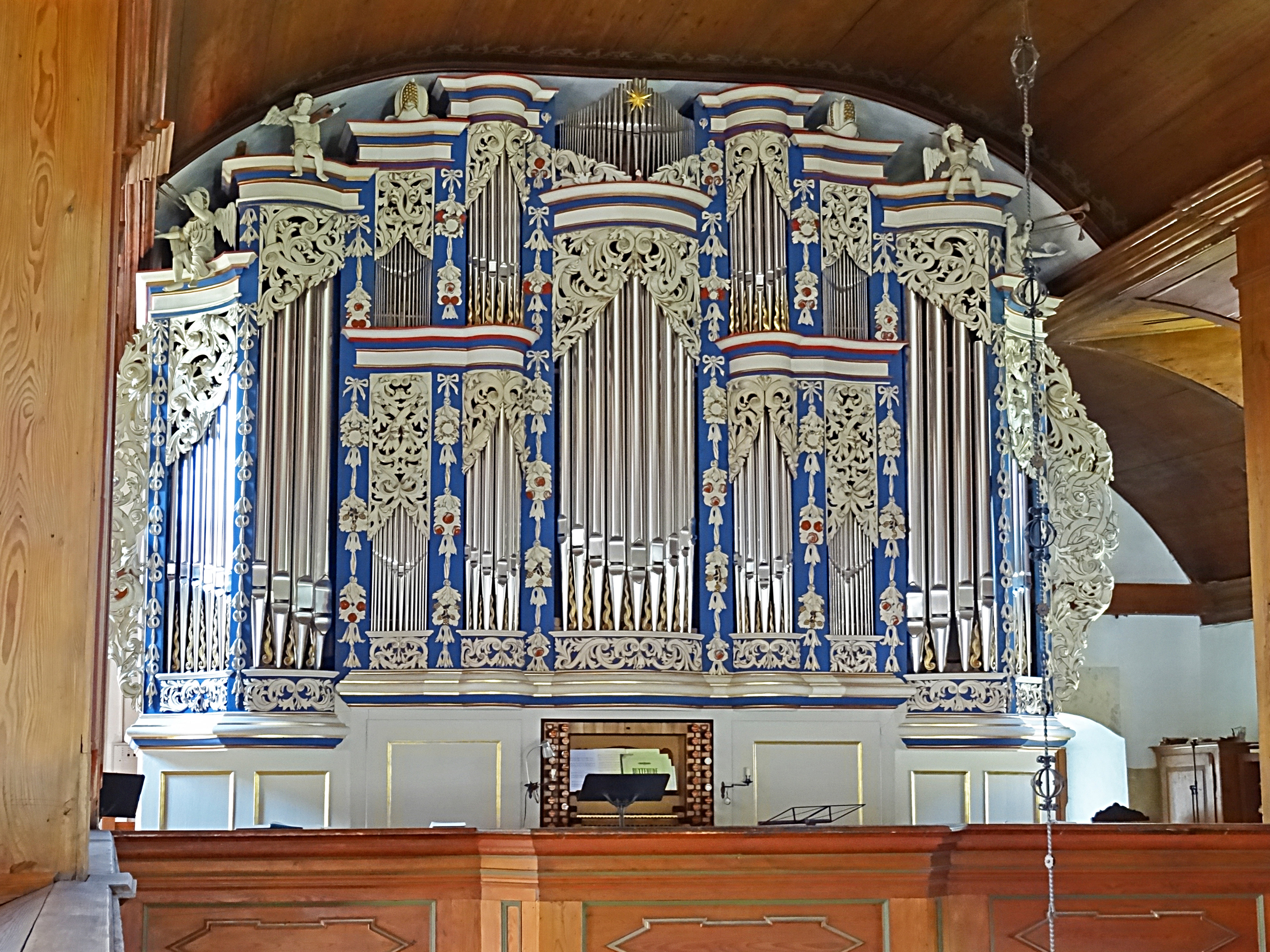
Die Weise-Orgel

Die Orgel mit reich gestaltetem Prospekt ist ein Werk ursprünglich von Johann Anton Weise aus dem Jahr 1736. Es enthält nach mehreren eingreifenden Umbauten und einer Rekonstruktion nach Originaldisposition durch die Firma Orgelbau Waltershausen heute 24 Register auf zwei Manualen und Pedal. Im Gegensatz zu vielen anderen Orgeln jener Zeit enthält das Gräfenrodaer Instrument bereits den Ton Cis. Die Disposition lautet:
| Hauptwerk C–d3        |      |  |
| Bordun                | 16′  |  |
| Quintatön             | 16′  |  |
| Principal             | 8′   |  |
| Viol di Gamba D       | 8′   |  |
| Gedakt B              | 8′   |  |
| Gemshorn B            | 8′   |  |
| Octav D               | 4′   |  |
| Octav D               | 2′   |  |
| Scharff III D         | (1′) |  |
| Sesquialter-Mixtur IV | (2′) |  |

| Oberwerk C–d3  |      |  |
| Gedackt        | 8′   |  |
| Hohlflöte      | 8′   |  |
| Principal      | 4′   |  |
| Gemshorn       | 4′   |  |
| Flaute Travers | 8′   |  |
| Octav          | 2′   |  |
| Wald Flöt      | 2′   |  |
| Spitz Flötgen  | 1′   |  |
| Mixtur IV      | (2′) |  |
| Vox humana     | 8′   |  |

| Pedal C–c1    |     |  |
| Principal Baß | 16′ |  |
| Sub Baß       | 16′ |  |
| Violon Baß    | 16′ |  |
| Octav Baß     | 8′  |  |
| Traversen Baß | 16′ |  |
| Posaunen Baß  | 16′ |  |

Anmerkungen
1. ↑  Sesquialter als Vorabzug

- Nebenregister: Glockenspiel (a–c3), Cymbelstern (6 Glocken).
- Koppeln: Manualkoppel, Koppel Pedal – Hauptwerk
- Nebenregister und Spielhilfen: Tremulant (Manuale)

Das Traversen Baß-Register ist eine damals und auch heute nur im Raum Thüringen vorkommende Spezialität und wurde in der Gräfenrodaer Orgel erstmals eingebaut. Es zeichnet sich durch eine auffällige und obertonreiche Ansprache sowie einen deutlich wahrnehmbaren 1. Oberton aus. Es soll die Zeichnungsfähigkeit des Pedals bei damals durch Johann Sebastian Bachs Orgelwerke populär gewordener, polyphoner Musik gewährleisten, ohne dass es mit einer Koppel aus einem Manualwerk hinzugezogener Register höherer Tonlagen bedarf. Auch die relativ trockene Akustik dieser mit viel Holz ausgekleideten Kirche unterstützt ein gut durchhörbares, eher wenig voluminöses Spiel.